# Toastmaster
Toastmaster kallas en person som har till uppgift att koordinera tal och andra framföranden, främst vid middagsbjudningar. Vid tillställningar då gästerna gemensamt sjunger händer det även att toastmastern har till uppgift att ta upp sånger.